# 連射
連射（れんしゃ）
- 銃、矢等のいわゆる飛び道具を連続して発射すること。
- 銃の方式のうち、フルオートマチック（全自動連発式）のこと。またはその銃によってなされる「引き金を引いている間、連続して弾が発射される」動作のこと。
- 上記が転じて、テレビゲームにおいて、コントローラの一定のボタンを連続して押したり離したりする動作およびそのテクニックのこと。連打とも。本項で解説。

連射（れんしゃ）は、コンピュータゲームに於いてコントローラのボタンを素早く複数回押す行為。

## 連射と連打の歴史
この項で解説している「連射」とは、コンピューターゲームに於いてコントローラーのボタンを素早く複数回押す行為だ。このような操作には2つ呼び方があり、双方の違いは「人力によるもの」か、「装置やソフトウェアによるもの」かによる。人力によるものを「連打」、装置やソフトウェアによりボタンを押し続けることでて自動的に入力されるものを「連射」というが、いずれにしても厳密に使い分けられる訳ではない。
一般に「連射」という言葉が定着した背景には、過去のテレビゲームにおいては現代のゲームほど複雑なゲームもなく、高速に複数回ボタンを押す必要もなかったため、人力によって複数回ボタンを押し、それを「連打」と呼称していた。連射パッドなども存在していたが、当時は人力による連打もゲームの楽しさの一つの要素として認識されていたために、それほど好んで使われなかった。
しかし、テレビゲーム文化の発展と共にゲームも複雑化し、次第に連打以外の操作（複雑なコマンド入力）とゲームシステムに集中する必要が出てきたことと、人力では難しい速度の連打が必要なゲームや、逆に連打をすることでプレイに支障が出るシステムを持つゲームが増えてきたためにその認識は次第に薄れ、連打が必要な場合は前述のような自動装置、すなわち「連射」装置をゲームをする者達が好んで使用するようになり、取って代わって行き、それと併せて次第に一般的な呼称も「連打」から「連射」へ変化していったものと推測される。 
その証拠にファミリーコンピュータの全盛期に登場したファミコン名人の中で、連打を得意とする高橋名人の存在があったが、その技の名称は「16連打」（1秒間にボタンを16回押すこと）であった。しかしながら、多様なゲームが存在する今日では「連射」と呼ぶ傾向が強いため、本項目では「連射」で統一する。

## 現代の連射と連打
現代ではゲーム内で単純に打撃するものは連打、発射するものは連射と呼称されることが多い。
シューティングゲームは連射、格闘やアクションゲームのように殴打するものは、たとえ連射パッドを用いていても、連打と称する。またコントローラのボタンを高速に叩く行為や、Wiiリモコンを叩きつけるように何回も振る操作、太鼓の達人のように、バチを高速に叩く行為も連打と称する。または、人力を連打、装置やソフトウェアによる物を連射とする意見もある。これ以外に連発という表現も度々見られる。
また近年、世界で人気のあるFPSゲームで弾丸を「連射」することでゲームを有利に進められる作品も出てきているため、「連射」することが再び脚光を浴びる可能性がある。

## 連射の種類
連射には様々なタイプがあり、それぞれに名前が付けられている。多くはプレイヤー同士が用いる通称である。
マニュアル連射
操作する人間が実際にボタンを連続して押したり離したりを繰り返すもの。手連とも呼ばれる。
痙攣打ち
一つの指を痙攣させるように細かく動かして一つのボタンを連打する。高橋名人の、拳を作って親指を人差し指と中指の間から出す形（フィグ・サイン）が有名。
ピアノ打ち
人差し指と中指、時には薬指も使って交互にボタンを連打する。複数のボタンが同じ役割を持つゲームやボタン自体が大きい場合に有効。
こすり打ち
指の爪やペンなどをボタンに当てながら高速で左右にスライドさせる。高速連射が可能だが、指やコントローラを傷めたり、腱鞘炎を引き起こすおそれがある。創刊間もない頃の『ゲーメスト』誌上ではこすり打ちの是非が毎号論じられていた。
ローリング
連打したいボタンに指を軽く当て、コントローラーの裏を叩くことによって入力を行う。少々慣れが必要ではあるが、小さいボタンでも複数の指で分担できるという利点がある。
その他
「定規の片側を弾き、その反動でボタンを押す」や「先を曲げたモーターを用いる」といった手段が存在していた。
オート連射（ソフト連射）
ソフトウェア側に組み込まれたプログラムにより、押しっぱなしにするだけで自動連射を行うもの。携帯電話アプリなどでは操作をしなくても弾が自動で発射されるものもある。
作品によってはフルオート連射、セミオート連射と言われる場合がある。また、通常時は不可能なオート連射が、ゲーム内で特定のアイテムや裏技・隠しコマンドを使用することによって可能になる場合もある。
オート連射（ハード連射）
連射を行える装置をコントローラに割り込ませたりすることにより自動連射を行うもの。下記「連射装置」の項を参照。
張り付き連射
上記の項目と意味合いは異なり攻略手段の一つだが、標的に大きく接近して連射すること。シューティングゲームなどでは設定によって画面内に同時に存在できる自機の弾の数が制限されているため、標的との距離が開いているといくら手元や装置で高速連射をしても単位時間当たりに与えられるダメージ量が少なくなるので、それを解消するために行われる。

## 連射装置
連射とはボタンが「押された」信号と「押されていない」信号とが交互に高速で入力されている状態と言える。このような信号をボタンを押しっぱなしにしている状態で入力するために入力機器（コントローラ）と組み合わせるハードウェアが「連射装置」で、「連射装置付きのコントローラ」を略して「連付（れんつき）」と呼ぶ。

### シンクロ型
ゲーム機（アーケードゲーム基板など）から出力されるこの60分の1秒単位の信号（垂直同期信号、いわゆるVSYNC信号）を利用してボタンの入力信号をON・OFF・ON・OFF…と交互に変更することにより連射を行う装置をシンクロ連射と言う。
ほとんどのコンピュータゲームの処理は60分の1秒単位で行われているため、つまりボタン入力の受け付けも60分の1秒単位で行われる。これはディスプレイの走査方式が60分の1秒単位であるため、60分の1秒の間に各種処理を行い画面の書き換えがなされれば最も動きがスムーズに見えるためである。
理論上ゲーム機が理解できる最高速度の連射（秒間30連射）ができるというのが最大の利点だが、処理落ちに弱く、処理が60分の1秒に収まらず次のタイミングに持ち越されたとき（いわゆるフレームスキップ）は連射の速度が落ちたりタイミングがずれることがある（もっとも、それでも理論上最高速度ではあるのだが）。また、ゲームのハードもしくはソフトの仕様により、この速度では認識されない場合もある。この場合はボタンの信号がON・ON・ON・OFF・ON…などとなるようにして連射速度を下げれば（この場合は秒間15連射）良いが、連射速度ごとに別々の回路が必要になる。
なお、VSYNC割り込みルーチン内で、ゲームのメインループやボタン入力の検出処理を行っていないゲームに対しては、単にコントローラ側から見て連射速度が一定になること以外には、特にメリットはない。近年のPCゲームなどは、アプリケーションが自前でタイマを使って処理のサイクルをカウントしており、VSYNC割り込み自体をアプリケーションから正確に知ることはできず、VSYNCの状態を知ることができても、タイミングの正確さが保障されないので、シンクロ連射の意味はない。

### 非シンクロ型
アナログ連射、ボリューム連射とも呼ばれる。コントローラのボタンの回路にタイマーICなどを組み込み、ボタンの入力信号を単純に一定間隔でON/OFFさせているもの。家庭用ゲーム機のコントローラーでは、垂直同期信号の取り出しが不可能だったため、この方式による実装が多い。
利点はゲームの仕様や処理落ちに関係なく一定間隔の連射ができることと、可変抵抗などを組み合わせることにより簡単に連射速度が変更できることである。
欠点としては、厳密な連射速度の設定が出来ないことである。特に連射速度を速くしていくと、シンクロ連射の項で述べた、ゲーム機が入力を受け付ける60分の1秒のタイミングとのずれが生じ思ったような連射速度が得られないことがある。
ハドソンがファミコン用・各PC用に発売したジョイカード／MkIIに搭載された、NOTゲートを2つ組んだ発信回路を用いた装置（最大約15発／秒）が最初期かつ最も有名な部類となる。

### マクロ機能付きコントローラー
非シンクロ型の発展系で、ゲームコントローラーにゲームハードから独立したマイクロコントローラを組み込み、ソフトウェア的に入力信号を生成する。
単純な連射入力は当然として、方向キーを組み合わせたコマンド入力まで柔軟に実現可能だが、それ故にマクロコントローラの使用自体がチート行為ではないかと論議を呼び、オンラインゲームやゲーム大会での使用は制限されているのが普通である。

### 物理的連射装置
ボタンを物理的に連続で「押す」ための装置も市販されていた。
- 早打名人高橋くん - マッサージ器のような、モーターで振動するペン型の器具をボタンに押し当てる。高橋名人のライセンスを避けるためか、「橋」の字の「口」が抜けている。
- オレコマンダー - 「ペリボーグ」シリーズ第一弾としてホリから発売。モーターで振動する器具を指に取り付けて使用する。

しかし当て方によって連射が不安定になりやすく、装置を当てることに集中するあまりゲームプレイに支障が出るなど、ジョークグッズの域を出る物ではなかったため、連射ブームの終焉と共に淘汰された。

## 連射装置対策
連射装置を使用されるとゲームバランスを著しく変化させてしまうため、ゲームに連射装置への対策が組み込まれることがある。
最も単純な方法はゲーム内における発射速度の制限であるが、これでは爽快感を損ねるため、様々な工夫によりゲーム性を保ちながら連射装置への対策が行われてきた。以下はその例。
無駄撃ちによるランク上昇
ショットを無駄に発射するとゲームランク（難易度）が上昇するトラップ。手動連射でなければ精密射撃が難しい事を逆に利用している。『ガンフロンティア』、『バトルガレッガ』などで見られた。
押し続けることで使用する武器
いわゆる「レーザー」や「溜め撃ち」型の武器はボタンを数秒間押し続けてから離すことで使用する物が多く、時間当たりの威力も単純なショット連射よりも高く設定されている。
しかし、オペレーターが連射ボタンと共に通常ボタンも用意すれば回避可能であった。
連射入力をソフト連射に置き換える
ケイブ開発タイトルの多くは連射入力（低速でも良い）をショットのソフト連射に置き換えている。これにより連射速度がゲームに与える影響をほぼ排除可能となった。
連射間隔の測定
連射装置の「正確さ」を逆に利用し連射装置を検出する手法。毎回ボタンの入力間隔を測定し、前回との間隔が同じ場合はその入力を無効にしてしまう。人力による連射であれば多少なりぶれが生じるため、有効と判定される。
『メタルギアソリッド』ではオセロットによる拷問イベントでこの手法が利用されている。なおこのイベントの前にオセロットから「連射パッドを使おうなどとは思わないことだ」と、メタフィクショナルなつっこみで警告される。
コールオブデューティシリーズでは過去作品のマルチプレイにおいて連射パッドを使用したチートが横行したためか、連射速度が速すぎる場合ジャム（弾詰まり）を起こすようになった。
交互撃ちの強制
入力ボタンが2つ存在し、互いに異なるボタンを押さないと無効にされるタイプ。連射装置で2つのボタンを制御するのはコストを度外視しない限り不可能であった。コナミでは『ハイパーオリンピック'84』に代表される連打を活用するゲームに採用されている。